# Arnoglossus dalgleishi
Arnoglossus dalgleishi is een  straalvinnige vissensoort uit de familie van botachtigen (Bothidae). De wetenschappelijke naam van de soort is voor het eerst geldig gepubliceerd in 1922 door von Bonde.